# Evropské právo hospodářské soutěže
Evropské právo hospodářské soutěže je součástí práva Evropské unie zaměřené na odstraňování překážek obchodních vztahů v rámci společného trhu. Souvisí především s potíráním kartelových dohod, zneužívání dominantního postavení, nedovolených fúzí a státními podporami. Obecně je definována v hlavě sedmé Smlouvy o fungování Evropské unie a posléze v příslušných aktech sekundárního unijního práva a dalších pramenech. Politika volné hospodářské soutěže navazuje právě na koncepci společného trhu a rovněž úzce souvisí s politikou vnějších obchodních vztahů.

## Historie
Jedním z hlavních cílů zakladatelů Evropského společenství, státníků kolem Jeana Monneta a Roberta Schumana, bylo zformování společného trhu. K dosažení tohoto cíle bylo nezbytné vytvoření kompatibilního, transparentního a standardizovaného regulačního rámce pro právo hospodářské soutěže. Základním legislativním aktem bylo v současnosti nahrazené nařízení Rady 17/62. Aby se předešlo rozdílným interpretacím každého národního soudu Evropského práva hospodářské soutěže, byla Komisi udělena role hlavního donucovacího orgánu.
První situací, ve které Komise rozhodla v rámci článku 101 byl případ německého výrobce domácích spotřebičů Grundig v roce 1964. Společnost Grundig nejednala v souladu s Evropským právem hospodářské soutěže, když udělila výhradní obchodní zastoupení své francouzské dceřiné společnosti. Rozhodnutí Komise potvrdil v roce 1966 v případu Consten & Grundig Soudní dvůr Evropské unie. Ten rozšířil definici praktik ovlivňujících trh tak, aby zahrnovali potencionální dopady a zároveň potvrdil své klíčové postavení v této problematice spolu s Komisí. Docházelo také ale ke dvojí kritice Komise a její monopolové politiky. První část kritik označovala prosazování článku 102 jako neefektivní z důvodu ochrany jednotlivých členských států pro klíčové společnosti. Kritika přicházela i z akademické sféry, a to hlavně kvůli opomenutí dynamiky chování jednotlivých společností, ze kterého by v konečném důsledku mohl zákazník profitovat.
I přes kritiku fungovalo toto uspořádání vcelku dobře, až do poloviny 80. let 20. století. V tomto období začalo být zřejmé, že jak evropská ekonomika roste a stává se komplexnější, Komise se postupně nebude schopna vypořádat s takovým množstvím případů. Centralizovanost a kritika evropských soudů ohledně procedur, interpretací a ekonomických analýz spolu s rýsujícími se rozšířeními Evropské unie v letech 2004 a 2007 byly jasnými důvody pro reformu. Už v té době prací přehlcená Komise mohla očekávat pouze jen další strmý nárůst agendy.
Na tyto výzvy odpověděla Evropská komise strategií na decentralizaci implementace Evropského práva pro hospodářskou soutěž. Nařízení Rady 1/2003 vytváří z národních orgánů pro hospodářskou soutěž a vnitrostátních soudů členských států stěžejní instituce pro vymáhání článků 101 a 102. Evropská komise si ponechala významné postavení ve vymáhacím mechanismu v rámci nově vytvořené Evropské soutěžní sítě. Tato koordinační instituce působí jako místo pro diskuzi a spolupráci evropských soutěžních úřadů v případech, kdy by mělo dojít k aplikaci článků 101 a 102 SFEU (články 81 a 82 Smlouvy ES). ECN usiluje o vybudování účinného právního rámce pro prosazování Evropského práva hospodářské soutěže proti subjektům porušujícím pravidla hospodářské soutěže a jednajícím v konfliktu se zájmy spotřebitelů. 

## Vývoj politiky volné hospodářské soutěže

### Evropské společenství uhlí a oceli
V ESUO znamenala politika volné hospodářské soutěže zákaz těch dohod a rozhodnutí, které přímo či nepřímo směřovaly k vyloučení, omezení nebo zkreslení normálního působení volné soutěže na společném trhu.

### Evropské hospodářské společenství
V EHS byla zaváděna konkrétní opatření k zabraňování narušování společného trhu (např. určování cen ze strany podniků, rozdělování trhu, nerovné podmínky vůči obchodním partnerům atd.) ve formě směrnic Rady. Komise pak prováděla monitorování, vyšetřování, implementaci aktů, udělování sankcí atd.

### Evropská unie
Vznikem EU byly provedeny určité změny - byly rozšířeny povolené státní podpory (kultura atd.) a Rovněž byl do dění více zapojen Evropský parlament skrze konzultace.

### Vliv národních států
Přesto, že politika volné soutěže byla plně delegována na evropské instituce (Komisi), státy zde mají nadále svůj vliv. Jednak skrze to, že ovlivňují složení Komise a ta samozřejmě nerozhoduje zcela nestranně. Dále i tím, že Komise má za úkol realizaci politiky, která je vymezena na základě rozhodnutí Rady. Diskutovalo se tak např. o vytvoření samostatného úřadu (např. Evropského kartelového úřadu) k oslabení Komise nebo o posílení komisaře pro volnou soutěž k omezení vlivu států.

## Formy porušování volné soutěže

### Kartelové dohody
Kartelové dohody představují narušení hospodářské soutěže, které může spočívat ve stanovení ceny, dohodách o kvótách, rozdělení trhu, diskriminaci obchodních partnerů atd.

### Zneužití dominantního postavení
Zneužití dominantního postavení na trhu může znamenat vynucování cen, omezování výroby, odbytu a technologického rozvoje ke škodě spotřebitele, nerovné podmínky vůči obchodním partnerům, vázání smluv na splnění podmínek, které se smlouvou nesouvisí atd.
V případě existence kartelové dohody či zneužití dominantního postavení může nastoupit vyšetřování Komise. To zahrnuje několik etap:
1. uklidňující nebo varovné dopisy (snaha o neformálnost, informovat firmu, že je něco špatně nebo ne)
2. otevření řízení
3. vyšetřování
4. jednání Poradního výboru ve věcech kartelů a monopolů
5. uzavření vyšetřování, které vede k:
  - vydání negativního osvědčení (vše v pořádku),
  - udělení pokuty nebo
  - rozhodnutí o výjimce

### Spojování soutěžitelů
Spojování soutěžitelů znamená fúzi dvou nebo více podniků, jež původně působily na trhu samostatně a která vede k dominantnímu postavení. V tomto případě se tedy jedná o preventivní zásah (ještě před tím, než je dominantní postavení zneužito). Probíhá zde schvalovací proces u Komise.
Rovněž postavení veřejných podniků nesmí být v rozporu s volnou soutěží. Státní podpory je třeba oznamovat Komisi (existují slučitelné i neslučitelné se společným trhem).

## Kontrola dodržování politiky ochrany hospodářské soutěže

### Evropská síť pro hospodářskou soutěž
Kontrolu dodržování politiky ochrany hospodářské soutěže v Evropské unii zajišťuje Evropská síť pro hospodářskou soutěž (European Competition Network), která je tvořena Evropskou komisí na celoevropské úrovni a vnitrostátními orgány pro hospodářskou soutěž na úrovni členských států Evropské unie. V České republice je tímto vnitrostátním orgánem Úřad pro ochranu hospodářské soutěže.
Evropská komise a vnitrostátní orgány spolupracují na případech týkajících se článků 101 a 102 Smlouvy o fungování Evropské unie (SFEU), přičemž článek 101 SFEU zakazuje kartely a protisoutěžní chování a článek 102 SFEU staví mimo zákon jakékoli zneužití dominantního postavení firem. Nařízení zřizující Evropskou síť pro hospodářskou soutěž (ES) č. 1/2003 zároveň zřídilo systém souběžných pravomocí, který umožňuje všem orgánům pro hospodářskou soutěž uplatňovat články 101 a 102 SFEU.

#### Evropská komise
Na dodržování politiky ochrany hospodářské soutěže na úrovni Evropské unie dohlíží jako orgán její výkonné moci Evropská komise.
Evropská komise nemusí předkládat svá rozhodnutí v oblasti politiky ochrany hospodářské soutěže ke schválení Radě ministrů či Evropskému parlamentu, jedinou opornou evropskou institucí je v tomto případě Evropský soudní dvůr, který může rozhodnutí vydaná Evropskou komisí přezkoumat.

##### Začátek řízení
Evropské komisi může kdokoli oznámit podezření z porušení článků 101 a 102 SFEU, nejčastěji je stěžovatelem poškozený podnik. Předpokladem pro začátek řízení je zjištění unijního zájmu na řízení (zda má označené jednání za důsledek významnou dysfunkci trhu či by tímto jednáním dotčen obchod mezi členskými státy EU) a také zjištění, jestli má stěžovatel oprávněný zájem na šetření.
Komise je na oznámení podezření povinna reagovat a rozhodnout o zahájení či neprovedení šetření. Rozhodnutí Komise o neprovedení šetření musí být odůvodněno a může být předmětem soudního přezkumu.

##### Pravomoci
Pravomoci Komise při vyšetřování případů nekalých praktik hospodářské soutěže a jejich postihů podléhají systému kolektivních vnitřních brzd a protivah. Komise má při vyšetřování předpokládaného zneužívání soutěžního práva Evropské unie právo na vynucení vydání dokumentů danou společností, dále právo na provádění kontrol přímo na místě bez předchozího ohlášení, popřípadě se soudním příkazem možnost prověřovat domácnosti samotných zaměstnanců společnosti.
Evropská komise má právo nařídit podnikům ukončení protiprávního jednání. Tato pravomoc nemá povahu odpovědnosti a není sankcí, jde o opatření k nápravě. Společnosti, které bylo toto nařízení uloženo, nevznikají nové povinnosti, protože povinnost neporušovat právo měla i předtím. Komise však může za účelem ukončení protiprávního jednání vydat další nápravná opatření.

##### Sankce uvalené Evropskou komisí
Mezi nejčastější sankce uvalované Evropskou komisí firmám shledaným vinnými z protikonkurenčního jednání jsou finanční pokuty, které se liší podle závažnosti prohřešku, jejich maximální výše však dosahuje 10 % z celosvětového ročního obratu dané firmy porušující zákon. Mezi ostatní možné sankce patří například příkazy rozdělení podniku či prodeje akcií.
Opatření v případě státních podpor, kdy má členský stát povinnost vybrat poskytnutou státní podporu od jejích příjemců, je však chápáno pouze jako odstranění protiprávního stavu – jde tak o nápravné opatření, které není sankcí v pravém slova smyslu, ale jeho uložení může působit jako preventivní odrazující prostředek.